# Liste des gouverneurs de l'oblast de Kaliningrad
Le gouverneur de l'oblast de Kaliningrad (en russe : Губернатор Калининградской области) est le chef du pouvoir exécutif du sujet de l'oblast de Kaliningrad en Russie, de son gouvernement. Il est élu au suffrage universel direct à deux tours, renouvelable une fois.

## Histoire

### Présidents du comité exécutif de l'oblast de Kaliningrad (1947-1991)
Depuis la création de l'oblast de Kaliningrad en 1946 et jusqu'au printemps 1990, le Comité régional de Kaliningrad du Parti communiste a eu le rôle principal dans son gouvernement. Le comité était dirigé par :
1. Vassili Borissov (mai 1947 - avril 1948)
2. Alexeï Iegorov (avril 1948 - décembre 1951)
3. Zakhar Slaïkovski (décembre 1951 - mai 1962)
4. Iakov Prouchinski (mai 1962 - mars 1966)
5. Vladimir Vitkovski (mai 1966 - mai 1983)
6. Vassili Loginov (juin 1983 - avril 1987)
7. Iouri Malinkine (avril 1987 - septembre 1991)

Depuis le moment où l'oblast de Kaliningrad a été formée en 1946 jusqu'au printemps 1990, le Comité régional de Kaliningrad du PCUS a joué un rôle de premier plan dans sa direction . De 1989 à août 1991, Iouri Malinkine a été le premier secrétaire du comité régional de Kaliningrad du PCUS.
En 1990, il y a eu une forte baisse de l'influence du système de parti unique en raison de l'abolition du sixième article de la constitution soviétique le 14 mars 1990, qui définissait le "rôle dirigeant et directeur" du PCUS. Les régions russes ont en effet commencé à se développer selon le modèle d'une "république parlementaire". En conséquence, le président du conseil régional est devenu la première personne de la région. La plupart des dirigeants des comités régionaux du parti ont cherché à être élus au poste de président du conseil régional et cumulent les deux fonctions. C'est ce qui s'est passé dans la région de Kaliningrad - en avril 1990, Malinkine a été élu président du Conseil régional de Kaliningrad avec une combinaison de postes de parti et de député. À l'automne 1990, les autorités de la RSFSR ont interdit le cumul des postes de parti et de dirigeant soviétique de la région. Sentant la conjoncture politique, de nombreux premiers secrétaires des comités régionaux du PCUS ont abandonné leurs postes de parti et se sont concentrés sur la fonction dans la région.
Du 18 au 21 août 1991, lors du coup d'État d'août, les dirigeants de l'oblast de Kaliningrad n'ont pas soutenu le Comité d'État sur l'état d'urgence.
Au stade initial de l'histoire post-soviétique, on supposait que l'élection des dirigeants régionaux serait introduite dans tous les sujets. En août 1991, le président russe Boris Eltsine promet des élections anticipées. Pour la période de transition, cependant, une nouvelle institution a été créée - le chef de l'administration régionale nommé par le président (l'administration est comprise comme l'organe du pouvoir exécutif régional). Le 21 septembre 1991, Iouri Matochkine, ancien recteur de l'Institut pansyndical de formation avancée des cadres et spécialistes de l'industrie de la pêche et de la pêche, a été nommé chef de l'administration de l'oblast de Kaliningrad par décret présidentiel.

### Sous la fédération de Russie
La procédure de nomination du plus haut fonctionnaire de l'oblast de Kaliningrad est établie par la loi fédérale et la Charte de l'oblast de Kaliningrad .
Des élections à la tête de l'oblast ont eu lieu en 1996 (en)(Leonid Gorbenko (en) fut élu ) et en 2000 (en)(l'amiral Vladimir Iegorovoï (en) fut élu). En 2005 et 2010, le gouverneur a été choisi par le président de la fédération de Russie et approuvé par la Douma de l'oblast de Kaliningrad (George Boos (en) et Nikolaï Tsoukanov (en), choisis parmi trois candidats).
Le 10 juin 2015, le président de la fédération de Russie Vladimir Poutine a limogé le gouverneur de l'oblast de Kaliningrad Nikolaï Tsoukanov à sa propre demande. Le 13 septembre 2015, une élection gouvernorale a eu lieu , au cours desquelles Tsoukanov a gagné, obtenant 70,41 % des voix.
En 2016, Tsoukanov a démissionné de ses fonctions de gouverneur dans le cadre du transfert à un autre poste. Le chef du département régional du FSB Evgueni Zinitchev a été gouverneur par intérim, qui a rapidement démissionné de ce poste et est allé servir au bureau central du FSB de Russie . De septembre 2016 à septembre 2017, Anton Alikhanov, qui était auparavant président du gouvernement régional, a été gouverneur par intérim.
En 2017, Anton Alikhanov a été élu gouverneur, en 2022 il a été réélu pour un second mandat.

## Mode d'élection
Le gouverneur est élu tous les 5 ans par la population de l'oblast d'Irkoutsk, au suffrage universel uninominal à deux tours. Avant 2000, il était élu pour un mandat de quatre ans.

## Gouverneurs de l'oblast

### Depuis 1991
| No                                                                                          | Portrait          | Nom                                 | Appartenance politique | Début de mandat   | Fin de mandat     | Élections               |
| ------------------------------------------------------------------------------------------- | ----------------- | ----------------------------------- | ---------------------- | ----------------- | ----------------- | ----------------------- |
| 1                                                                                           |                   | Iouri Matotchkine (en) (1931–2006)  | Indépendant            | 25 septembre 1991 | 20 octobre 1996   | Nommé par Boris Eltsine |
| 2                                                                                           |                   | Leonid Gorbenko (en) (1939–2010)    | Notre maison la Russie | 20 octobre 1996   | 8 décembre 2000   | 1996 (en)               |
| 3                                                                                           |                   | Vladimir Iegorovoï (en) (1938-2022) | Russie unie            | 8 décembre 2000   | 28 septembre 2005 | 2000 (en)               |
| 4                                                                                           |                   | George Boos (en) (né en 1963)       | Russie unie            | 28 septembre 2005 | 28 septembre 2010 | 2005*                   |
| 5                                                                                           |                   | Nikolaï Tsoukanov (en) (né en 1965) | Russie unie            | 28 septembre 2010 | 18 juillet 2016   | 2010* 2015 (ru)         |
| -                                                                                           |                   | Evgueni Zinitchev (1966-2021)       | Indépendant            | 18 juillet 2016   | 6 octobre 2016    |                         |
| -                                                                                           |                   | Anton Alikhanov (né en 1986)        | Indépendant            | 6 octobre 2016    | 29 septembre 2017 | 2017 (ru) 2022 (ru)     |
| 6                                                                                           | 29 septembre 2017 | Anton Alikhanov (né en 1986)        | Indépendant            | en cours          |                   | 2017 (ru) 2022 (ru)     |
| *élections par la Douma de l'oblast sur proposition du président de la fédération de Russie |                   |                                     |                        |                   |                   |                         |